# اچ‌دی ۱۸۳۱۴۴
اچ‌دی ۱۸۳۱۴۴ یک ستاره است که در صورت فلکی عقاب قرار دارد.